# Maria Jilova
Maria Jilova   (Ríbinsk, 9 de gener de 1871 - Sant Petersburg, 16 de maig de 1934) va ser la primera dona astrònoma professional de l'Imperi Rus. Va treballar com a astrònoma i calculadora d'òrbites a l'Observatori Central de Púlkovo de 1895 a 1930.
El 1905 va rebre un premi de la Societat Astronòmica Russa pel seu treball en mecànica celeste.
L'asteroide 1255 Schilowa va rebre el seu nom el 1932, al principi escrit «Shilowa». El cràter de Venus Zhilova va rebre el seu nom el 1985.
Va ser una de les dones discutides en una conferència del 2017 sobre «Rostres de dones de la ciència russa», on es va destacar com «una de les primeres dones astrònoms professionals».

## Selecció de publicacions
- «Grossenbestimmung der Sterne im Sternhaufen 20 Vulpeculae» (en alemany). St. Petersb. AC. Sci. Bull., 2, 1895, pàg. 243-251.[5]